# جيل سانت جون
جيل سانت جون (بالإنجليزية: Jill St. John)‏ (و. 1940  م) هي ممثلة تلفزيون وأفلام، من الولايات المتحدة، ولدت في لوس أنجلس.

## وصلات خارجية
- جيل سانت جون على موقع IMDb (الإنجليزية)
- جيل سانت جون على موقع ألو سيني (الفرنسية)
- جيل سانت جون على موقع ميوزك برينز (الإنجليزية)
- جيل سانت جون على موقع تيرنر كلاسيك موفيز (الإنجليزية)
- جيل سانت جون على موقع أول موفي (الإنجليزية)
- جيل سانت جون على موقع قاعدة بيانات الأفلام السويدية (السويدية)
- جيل سانت جون على موقع إن إن دي بي (الإنجليزية)
- جيل سانت جون على موقع ديسكوغز (الإنجليزية)
- جيل سانت جون على موقع قاعدة بيانات الفيلم (الإنجليزية)
- جيل سانت جون على موقع كينوبويسك (الروسية)